# Bitwa pod Hueską
Bitwa pod Hueską – jedna z bitew hiszpańskiej wojny domowej stoczona w dniach 12–16 czerwca 1937 roku w czasie lokalnej operacji zaczepnej przeprowadzonej przez wojsk republikańskich na pozycje frankistów.

## Przebieg operacji zaczepnej pod Hueską
Celem lokalnej operacji zaczepnej rozpoczętej 12 czerwca 1937 roku przez wojska republikańskie było odciążenie wojsk republikańskich walczących w ciężkich bojach na innych frontach przede wszystkim w prowincjach północnych. Jednostki wyznaczone do ataku zajęły pozycje na froncie Hueski już 10 czerwca. Wśród nich był też polski Batalion im. Jarosława Dąbrowskiego walczący w składzie Brygad Międzynarodowych. Dzień przed planowanym atakiem odłamek pocisku artyleryjskiego zabił gen. Lukacsa, dokonującego inspekcji wojsk przed atakiem.
Natarcie republikańskie rozpoczęło się 12 czerwca atakiem na wioski Chimillas i Alerre. Wojska którymi miał dowodzić gen. Lukacs poniosło ogromne straty. Wioskę Chimallas atakował ponownie 16 czerwca batalion im. Dąbrowskiego. Rozwijający się pomyślnie atak załamał się, ponieważ wspierające atak Polaków czołgi wycofały się z walki z powodu braku amunicji. Straty w polskim batalionie wynosiły około 30% stanu osobowego. W czasie tego ataku polegli m.in. Adam Dawidowicz adiutant batalionu i Karol Szurawa dowódca 2 kompanii.
Atak prowadzony przez piechotę wojsk republikańskich pozbawioną wsparcia broni ciężkiej i lotnictwa na linie wojsk gen. Franco oparte na betonowych schronach również załamał się. Przeprowadzona operacja zaczepna mająca na celu odciążenie innych odcinków frontu został okupiona ogromnymi stratami wśród wojsk republikańskich.